# Grupstal

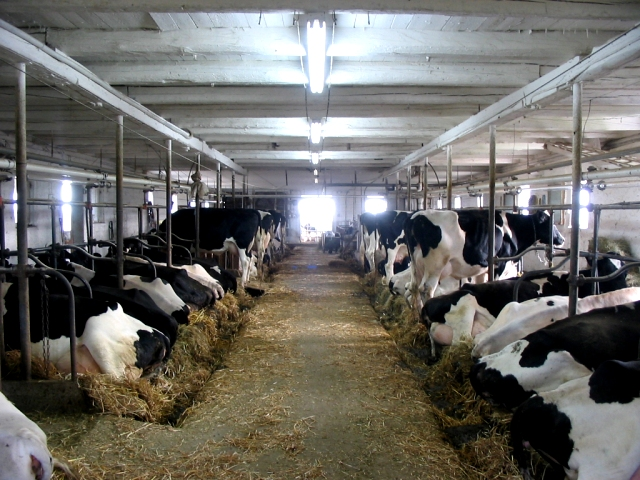
Koeien in een grupstal; Friese variant

Een grupstal of aanbindstal is een type stal voor rundvee, waarbij de dieren naast elkaar staan vastgebonden. Achter de koeien loopt een mestgoot, een zogenoemde "grup" (of "groep"), waarin mest en urine wordt opgevangen en afgevoerd. Het gebruik van een grupstal komt zowel voor bij gangbare als biologische veeteelt.
Dit type stal was ook in Nederland lange tijd heel gebruikelijk, maar komt nu nog maar weinig voor. Er waren twee soorten:
- De Hollandse stal: de dieren staan met hun kop naar het middenpad, waar ze kunnen worden gevoerd. Achter de dieren is aan beide zijden een grup met daarachter een smal looppad. Dit type grupstal kwam op 70 tot 80% van de bedrijven voor.[2]
- De Friese stal: de dieren staan met hun kop tegen de zijmuren; in het midden van de stal is één looppad tussen twee gruppen.

## Geschiedenis
Vanaf oudsher gebruikte men voornamelijk een potstal om dieren te stallen. Het mengsel van stro en mest kon goed gebruikt worden voor het bemesten van de akkers. Echter deden aan het eind van de 19e eeuw verschillende meststoffen hun intrede, waardoor boeren minder afhankelijk werden van dierlijke (plaggen)mest. Daarnaast was er sinds de jaren zeventig van de 19e eeuw ook steeds meer aandacht voor hygiëne. Door de vermenging van het stro met de mest gaat de kwaliteit van het strobed ook snel achteruit. Dat de koe hier de hele dag in staat zorgt voor vieze uiers en klauwproblemen. Verder was er vaak een tekort aan stro en was er in de (vaak lage) stallen weinig ventilatie. Daarom werd er langzaam overgeschakeld op de hygiënischere grupstallen. Een bijkomend voordeel van de grupstal was dat de dieren vaststonden, waardoor het melken, wat toen nog met de hand gebeurde, makkelijker werd.

## Andere dieren

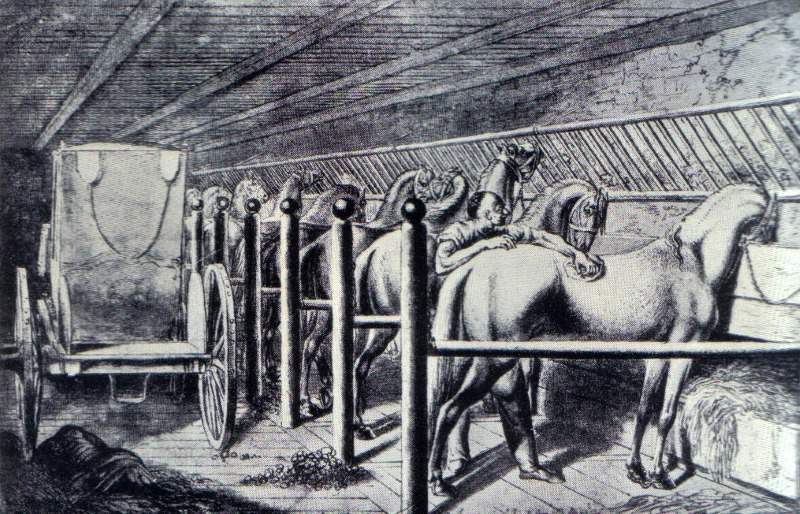
Illustratie (1773) van Daniel Chodowiecki van paarden in een aanbindstal

Ondanks dat de grupstal met name bekend is bij koeien wordt de aanbindstal ook voor andere diersoorten gebruikt. In 2014 bleek dat 2,3% van de Nederlandse paarden in stands (oftewel aanbindstallen) werd gehouden.

## Stal
De grupstallen van tegenwoordig zien er wel wat anders uit dan vroeger. Veel stallen hadden vroeger een laag plafond waardoor de lucht niet goed circuleerde. In de zomer is die situatie met name problematisch aangezien koeien dan snel last hebben van hittestress. In grupstallen met lage plafonds wordt daarom tegenwoordig vaak een ventilator geplaatst. Druppelinstallaties, die in ligboxenstallen wel eens worden toegepast ter voorkoming van hittestress, worden in grupstallen eigenlijk niet gebruikt omdat het strobed daar vochtig van wordt. In Amerika wordt wel eens tunnelventilatie toegepast, waarbij de lucht aan ene zijgevel middels ventilatoren de stal wordt ingeblazen en de stal via de tegenoverliggende (open) zijgevel weer verlaat.
Koeien liggen het grootste gedeelte van de dag te herkauwen. Het is daarom belangrijk dat de stallen de juiste afmetingen hebben zodat dit goed gaat. In het verleden stonden koeien vaak naast elkaar zonder dat er een afscheiding tussen zat. Dit had als gevolg dat als een koe ging liggen zij haar benen op de standplaats van haar buurvrouw kon leggen, waardoor de buurvrouw niet kon gaan liggen. Inmiddels is het wel gebruikelijk om elke standplaats van andere standplaatsen af te scheiden middels een schot. In sommige landen is dit zelfs verplicht.
De lengte en breedte van de standplaats wordt idealiter bepaald door de afmeting van de (grootste) koe. Drachtige of zieke koeien hebben nog eens extra ruimte nodig. In Nederland heeft een koe zo'n 1,85 meter bij 1,25 meter ruimte. In Amerika wordt normaliter 52 inch (1,3 meter) gehanteerd voor de breedte. Verder is het belangrijk dat de voorkant van de standplaats open is. Bij het opstaan leunt de koe namelijk naar voren en dan heeft het dier een beetje extra ruimte nodig. Het ligbed kan uit verschillende materialen bestaan, net zoals in een ligboxenstal. Van oudsher hadden de ligbedden een betonnen vloer, maar tegenwoordig worden ook vaak waterbedden of matrassen als vloermateriaal gebruikt. De ligplaats kan met verschillende materialen ingestrooid worden, zoals stro of zaagsel.
De juiste afmeting van de ketting waarmee de koe wordt vastgebonden is erg belangrijk. Een lange ketting betekent dat de koe in de mestgoot kan gaan liggen. Daarnaast bestaat het risico dat de ketting om de benen van de koe verstrikt raakt. Bij een te korte ketting zal de koe moeilijk kunnen liggen.

## Wereldwijd gebruik

### Nederland
Grupstal was het meest gebruikte type stal tot de ligboxenstal in de jaren zeventig in de zwang raakte. Het was gebruikelijk dat de koeien de hele zomer in de wei liepen en dan in de winter in de grupstal stonden. In 2017 bleek uit cijfers van Stichting Kwaliteitszorg Onderhoud Melkinstallaties (KOM) dat er nog 1100 melkveebedrijven met grupstallen melken, ongeveer 6,5% van de bedrijven. In Nederland is dit type stal voor de biologische veehouderij sinds 2016 niet meer toegestaan, maar er geldt geen totaal verbod. Wel zijn er een aantal melkconcepten, zoals "On the way to planet proof", waar het gebruik van een grupstal verboden is. Ook besloten LTO Nederland en de Nederlandse Zuivel Organisatie (NZO) in 2017 dat zuivelverwerkers geen nieuwe leden met grupstallen meer mogen aannemen. Per 2018 geldt voor leden van FrieslandCampina een verbod op nieuwbouw en uitbreiding van grupstallen. Ook Bel Leerdammer kondigde in 2019 aan dat er vanaf 2025 geen koeien permanent vast mogen staan (zomers beweiden en 's winters in een grupstal is geen probleem).

### Duitsland
In het zuiden van Duitsland worden grupstallen nog veel gebruikt. Volgens cijfers uit 2010 zouden zeker 27% van alle melkveekoeien in grupstallen gehouden worden. In 2017 werd gesteld dat zo'n 30% van de melkveebedrijven in Baden-Württemberg dit type stal gebruikte, terwijl het in Beieren zo'n 60% is. Het is in deze gebieden ook gebruikelijk dat de koeien het hele jaar op stal staan. De bedrijven die het staltype gebruiken zijn vaak klein (gemiddeld 20 koeien).

### Alpen gebied (Oostenrijk en Zwitserland)
Grupstallen worden veel gebruikt in de Alpen regio. De koeien lopen daar de hele zomer buiten en worden 's winters op stal gezet. In Zwitserland is er een verplichting dat koeien per dag minstens 4 uur uitloop (hoeft niet noodzakelijk beweiding te zijn) moeten hebben.

### Denemarken
In 2020 is Denemarken overgegaan op het verbieden van grupstallen. Vanaf 2022 mogen er geen nieuwe grupstallen gebouwd worden en vanaf 2024 mogen biologische bedrijven met meer dan 50 koeien geen grupstal meer gebruiken. Voor bedrijven met minder dan vijftig koeien geldt een overgangsperiode tot 2027, daarna geldt een totaalverbod.

### Noorwegen
In 2005 zou bijna 88% van de koeien nog in een grupstal gehouden worden. Voor alle stallen gebouwd voor 22 april 2004 geldt dat de koeien gehouden moeten worden in 'free-range'-stallen voor 1 januari 2034.

### Noord-Amerika
In 2014 gebruikte 39% van de Amerikaanse melkveebedrijven grupstallen voor lacterende koeien, in 2007 was dat nog 62%. 73% van de Canadese melkveebedrijven gebruikte in 2021 een grupstal.

## Dierenwelzijn
Vanwege de beperkte bewegingsvrijheid zijn dierenwelzijnorganisaties kritisch op het gebruik van dit type stal. Tegenstanders voeren daarnaast aan dat eveneens het sociale contact wordt beperkt.
Voorstanders van de grupstallen stellen echter dat het hebben van een eigen lig- en drinkplek bevorderlijk is voor het dierenwelzijn, omdat er geen onrust in de stal is en er kan dus ook geen sprake zijn van overbezetting. Het dierenwelzijn aspect lijkt voornamelijk met de kwaliteit van de stal, bijvoorbeeld of de koe voldoende plek heeft om te liggen en of er veel licht en frisse lucht aanwezig is.
Omdat veel Oost-Europese landen nog gebruik maken van grupstallen wordt er geen Europees verbod op dit type stallen verwacht.